# Jack Quaid
Jack Henry Quaid (Los Ángeles, 24 de abril de 1992) es un actor estadounidense que adquirió popularidad por interpretar a Hughie Campbell en la serie original de Amazon Prime Video The Boys.

## Biografía
Jack Quaid nació en Los Ángeles, California y es el hijo de los actores Meg Ryan y Dennis Quaid. Fue estudiante de Drama en el Ala del Teatro Experimental en la Universidad de Nueva York.

### Carrera
Su carrera como actor comenzó en 2011, cuando interpretó a Doug en el cortometraje Sitting Babys. En abril de 2011, se anunció que el actor recibió el papel de Marvel en la película Los juegos del hambre. La película se estrenó el 23 de marzo de 2012.
[actualizar]
Desde 2019 interpreta el papel de Hughie Campbell en la serie de televisión The Boys, basada en el cómic homónimo.

## Filmografía

### Cine
| Año  | Título                                         | Papel                                    | Notas                          |
| ---- | ---------------------------------------------- | ---------------------------------------- | ------------------------------ |
| 2012 | Los juegos del hambre                          | Marvel                                   |                                |
| 2012 | The World is Watching: Making the Hunger Games | Él mismo                                 | Documental                     |
| 2012 | Just 45 Minutes from Broadway                  | Danny                                    |                                |
| 2013 | Los juegos del hambre: en llamas               | Marvel                                   | Cameo                          |
| 2014 | Just Before I Go                               | Dylan                                    |                                |
| 2015 | Running Wild                                   | Eric                                     |                                |
| 2015 | Ithaca                                         | Marcus Macauley                          | Dirigida por su madre Meg Ryan |
| 2016 | Vineland                                       | Cole                                     |                                |
| 2017 | Tragedy Girls                                  | Jordan Welch                             |                                |
| 2017 | Logan Lucky                                    | Fish Bang                                |                                |
| 2018 | Rampage                                        | Connor                                   |                                |
| 2018 | Smallfoot                                      | Piloto (voz)                             |                                |
| 2019 | Plus One                                       | Ben King                                 |                                |
| 2022 | Scream 5                                       | Richard "Richie" Kirsch                  |                                |
| 2023 | Oppenheimer                                    | Richard Feynman                          |                                |
| 2023 | Spider-Man: Across the Spider-Verse            | Peter Parker (Tierra-65) / Lagarto (voz) |                                |
| 2023 | Scream VI                                      | Richard "Richie" Kirsch                  | Cameo sin acreditar            |
| 2025 | Novocaine                                      | Nathan Caine                             |                                |
| 2025 | Companion                                      | Josh                                     |                                |
| 2025 | Heads of State                                 | TBA                                      | Posproducción                  |

### Televisión
| Año             | Título                        | Papel                            | Notas                            |
| --------------- | ----------------------------- | -------------------------------- | -------------------------------- |
| 2013            | Mrs.                          | Jack                             | Episodio: "The Blind Date"       |
| 2016            | Vinyl                         | Clark Morelle                    | Papel principal; 9 episodios     |
| 2017            | Workaholics                   | Clark                            | Episodio: "Party Gawds"          |
| 2019–2024       | The Boys                      | Hughie Campbell                  | Papel principal; 32 episodios    |
| 2019–2020       | Harvey Girls Forever!         | Richie Rich (voz)                | Papel principal; 27 episodios    |
| 2020            | Star Trek: Lower Decks        | Ensign Brad Boimler (voz)        | Papel principal                  |
| 2021            | Solos                         | Zen (voz)                        | Episodio: "Sasha"                |
| 2023            | Star Trek: Strange New Worlds | Ensign Brad Boimler              | Episodio: "Those Old Scientists" |
| 2023 - presente | My Adventures with Superman   | Clark Kent/Kal-El/Superman (voz) | Papel principal                  |
| 2024            | Padre de familia              | Chico genial #2 (voz)            | Episodio: "Teacher's Heavy Pet"  |

### Videojuegos
| Año  | Título                         | Papel   | Notas                         |
| ---- | ------------------------------ | ------- | ----------------------------- |
| 2014 | Middle-earth: Shadow of Mordor | Dirhael | Voces y captura de movimiento |